# Bob Sapp
Robert Malcolm Sapp (Colorado Springs, 22 settembre 1973) è un wrestler, attore ed ex giocatore di football americano statunitense, maggiormente conosciuto per la sua carriera come lottatore di MMA e kickboxer. È attualmente sotto contratto con la Rizin Fighting Federation.
Sapp come lottatore ha un record complessivo di 24–39–1. Molti di questi match sono stati prevalentemente disputati in Giappone: famosa la sconfitta subita da Bobby Lashley. È molto conosciuto nella terra nipponica. Qui ha girato varie pubblicità, è apparso anche in alcuni programmi televisivi ed ha persino intrapreso la carriera da cantante pubblicando un CD, It's Sapp Time.
È anche apparso in un episodio del programma della HBO, Real Sports with Bryant Gumbel. Attualmente lavora sporadicamente per alcune promozioni MMA negli Stati Uniti, in Giappone e in Europa.

## Risultati nelle arti marziali miste
| Risultato | Record  | Avversario                   | Metodo                              | Evento                                               | Data              | Round | Tempo | Città               | Note                                                 |
| --------- | ------- | ---------------------------- | ----------------------------------- | ---------------------------------------------------- | ----------------- | ----- | ----- | ------------------- | ---------------------------------------------------- |
| Vittoria  | 12–20–1 | Osunaarashi                  | Decisione (unanime)                 | Rizin 13                                             | 30 settembre 2018 | 3     | 3:00  | Saitama, Giappone   |                                                      |
| Sconfitta | 11–20–1 | Aori Gele                    | KO Tecnico (pugni)                  | Road FC 32                                           | 2 luglio 2016     | 1     | 0:35  | Changsha, China     |                                                      |
| Sconfitta | 11-18   | Edson França                 | Sottomissione (rear-naked choke)    | OX MMA                                               | 8 agosto 2013     | 1     | 0:35  | Fortaleza, Brasile  |                                                      |
| Sconfitta | 11-17   | Alexander Emelianenko        | KO Tecnico (pugni)                  | Legend: Emelianenko vs. Sapp                         | 25 maggio 2013    | 1     | 1:18  | Mosca, Russia       |                                                      |
| Sconfitta | 11-16   | Dušan Panajotović            | KO Tecnico (Sottomissione ai pugni) | UFS: Night of the Champions 2012                     | 15 settembre 2012 | 1     | 1:28  | Belgrado, Serbia    |                                                      |
| Sconfitta | 11-15   | Jong Dae Kim                 | KO Tecnico (pugni)                  | Road FC 8                                            | 16 giugno 2012    | 2     | 1:58  | Seul, Corea del Sud |                                                      |
| Sconfitta | 11-14   | Tölegen Akylbekov            | KO Tecnico (Sottomissione ai pugni) | Bushido Vol. 51                                      | 8 giugno 2012     | 1     | 0:24  | Astana, Kazakistan  |                                                      |
| Sconfitta | 11-13   | Soa Palelei                  | KO Tecnico (pugni)                  | CFC 21                                               | 18 maggio 2012    | 1     | 0:12  | Sydney, Australia   |                                                      |
| Sconfitta | 11-12   | Mariusz Pudzianowski         | KO Tecnico (pugni)                  | KSW XIX                                              | 12 maggio 2012    | 1     | 0:40  | Łódź, Polonia       | Debutto in KSW                                       |
| Sconfitta | 11-11   | James Thompson               | KO Tecnico (infortunio alla gamba)  | Super Fight League                                   | 11 marzo 2012     | 1     | 3:16  | Mumbai, India       |                                                      |
| Sconfitta | 11-10   | Rolles Gracie                | KO Tecnico (Sottomissione ai pugni) | ONE FC 2: Battle of Heroes                           | 11 febbraio 2012  | 1     | 1:18  | Giacarta, Indonesia |                                                      |
| Sconfitta | 11-9    | Maro Perak                   | KO Tecnico (pugni)                  | Noc Gladijatora 6: Perak vs. Sapp                    | 16 dicembre 2011  | 1     | 3:04  | Ragusa, Croazia     |                                                      |
| Sconfitta | 11-8    | Attila Uçar                  | Sottomissione (keylock)             | Premium Fight Night                                  | 30 aprile 2011    | 1     | 0:56  | Vienna, Austria     |                                                      |
| Sconfitta | 11-7    | Stav Economou                | KO Tecnico (pugni)                  | ADFC: Round 3                                        | 11 marzo 2011     | 1     | 1:45  | Abu Dhabi, EAU      |                                                      |
| Vittoria  | 11–6    | Sascha Weinpolter            | Sottomissione (strangolamento)      | K-1 ColliZion 2010 Croatia                           | 27 marzo 2010     | 1     | 2:03  | Spalato, Croazia    |                                                      |
| Sconfitta | 10-6    | Sokoudjou                    | KO Tecnico (pugni)                  | Dream 11: Feather Weight Grand Prix 2009 Final Round | 6 ottobre 2009    | 1     | 1:31  | Yokohama, Giappone  | Torneo Dream Super Hulk Grand Prix, Semifinale       |
| Sconfitta | 10-5    | Bobby Lashley                | KO Tecnico (Sottomissione ai pugni) | Ultimate Chaos: Lashley vs. Sapp                     | 27 giugno 2009    | 1     | 3:18  | Biloxi, Stati Uniti |                                                      |
| Sconfitta | 10-4    | Ikuhisa Minowa               | Sottomissione (kneebar)             | Dream.9: Feather Weight Grand Prix 2009 Second Round | 26 maggio 2009    | 1     | 1:16  | Yokohama, Giappone  | Torneo Dream Super Hulk Grand Prix, Quarti di finale |
| Vittoria  | 10–3    | Akihito Tanaka               | KO Tecnico (pugni)                  | Dynamite!! 2008                                      | 31 dicembre 2008  | 1     | 5:22  | Saitama, Giappone   | Debutto in Dream                                     |
| Sconfitta | 9–3     | Jan Nortje                   | KO Tecnico (pugni)                  | Strikeforce: At The Dome                             | 23 febbraio 2008  | 1     | 0:55  | Tacoma, Stati Uniti | Debutto in Strikeforce                               |
| Vittoria  | 9–2     | Bobby Ologun                 | KO Tecnico (pugni)                  | K-1 Premium 2007 Dynamite!!                          | 31 dicembre 2007  | 1     | 4:10  | Osaka, Giappone     |                                                      |
| Vittoria  | 8–2     | Kim Jong Wang                | KO Tecnico (colpi)                  | Hero's 2005 in Seoul                                 | 5 novembre 2005   | 1     | 0:08  | Seul, Corea del Sud |                                                      |
| Vittoria  | 7–2     | Alan Karaev                  | KO (pugno)                          | Hero's 2                                             | 6 luglio 2005     | 1     | 3:44  | Tokyo, Giappone     |                                                      |
| Vittoria  | 6–2     | Kim Min-Soo                  | KO (pugno)                          | Hero's 1                                             | 26 marzo 2005     | 1     | 1:12  | Saitama, Giappone   |                                                      |
| Sconfitta | 5–2     | Kazuyuki Fujita              | KO Tecnico (Sottomissione ai pugni) | K-1 MMA ROMANEX                                      | 22 maggio 2004    | 1     | 2:15  | Saitama, Giappone   |                                                      |
| Vittoria  | 5–1     | Dolgorsürengiin Sumiyaabazar | KO Tecnico (infortunio al piede)    | K-1 Beast 2004 in Niigata                            | 14 marzo 2004     | 1     | 5:00  | Niigata, Giappone   |                                                      |
| Vittoria  | 4–1     | Stefan Gamlin                | Sottomissione (ghigliottina)        | K-1 Japan Grand Prix 2003                            | 21 settembre 2003 | 1     | 0:52  | Yokohama, Giappone  |                                                      |
| Vittoria  | 3–1     | Yoshihiro Takayama           | Sottomissione (armbar)              | Inoki Bom-Ba-Ye 2002                                 | 31 dicembre 2002  | 1     | 2:16  | Saitama, Giappone   |                                                      |
| Sconfitta | 2–1     | Antônio Rodrigo Nogueira     | Sottomissione (armbar)              | Pride Shockwave                                      | 28 agosto 2002    | 2     | 4:03  | Tokyo, Giappone     |                                                      |
| Vittoria  | 2–0     | Kiyoshi Tamura               | KO Tecnico (pugni)                  | Pride 21: Demolition                                 | 23 giugno 2002    | 1     | 0:11  | Saitama, Giappone   |                                                      |
| Vittoria  | 1–0     | Yoshihisa Yamamoto           | KO Tecnico (pugni)                  | Pride 20: Armed and Ready                            | 28 aprile 2002    | 1     | 2:44  | Yokohama, Giappone  |                                                      |

## Filmografia parziale
- Conan the Barbarian, regia di Marcus Nispel (2011)
- Blood and Bone, regia di Ben Ramsey (2009)
- Big Stan, regia di Rob Schneider (2007)
- L'altra sporca ultima meta (The Longest Yard), regia di Peter Segal (2005)
- Izo (IZO), regia di Takashi Miike (2004)
- Elektra, regia di Rob Bowman (2005)